# De Havilland DH.87 Hornet Moth
Die De Havilland DH.87 Hornet Moth war ein Doppeldecker mit geschlossener Kabine, der von der De Havilland Aircraft Company hergestellt wurde. Er diente als Reise- und Schulflugzeug. Während des Zweiten Weltkrieges diente es zusätzlich als Verbindungsflugzeug.

## Geschichte
Die erste Prototyp der DH.87 flog am 9. Mai 1934. Der Holzrumpf und die Tragflächen waren mit Stoff überzogen. Dies führte allerdings zu Landeproblemen, sodass eine Reihe von Maschinen dabei beschädigt wurden. De Havilland offerierte deshalb den Besitzern einen Austausch der Tragflächen. Die Flugzeuge mit diesen neuen Tragflächen wurden DH.87A genannt. Bei dem Folgetyp DH.87B wurden die Tragflächen erneut geändert.

## Varianten
- DH.87A, 60 Stück
- DH.87B, 100 Stück

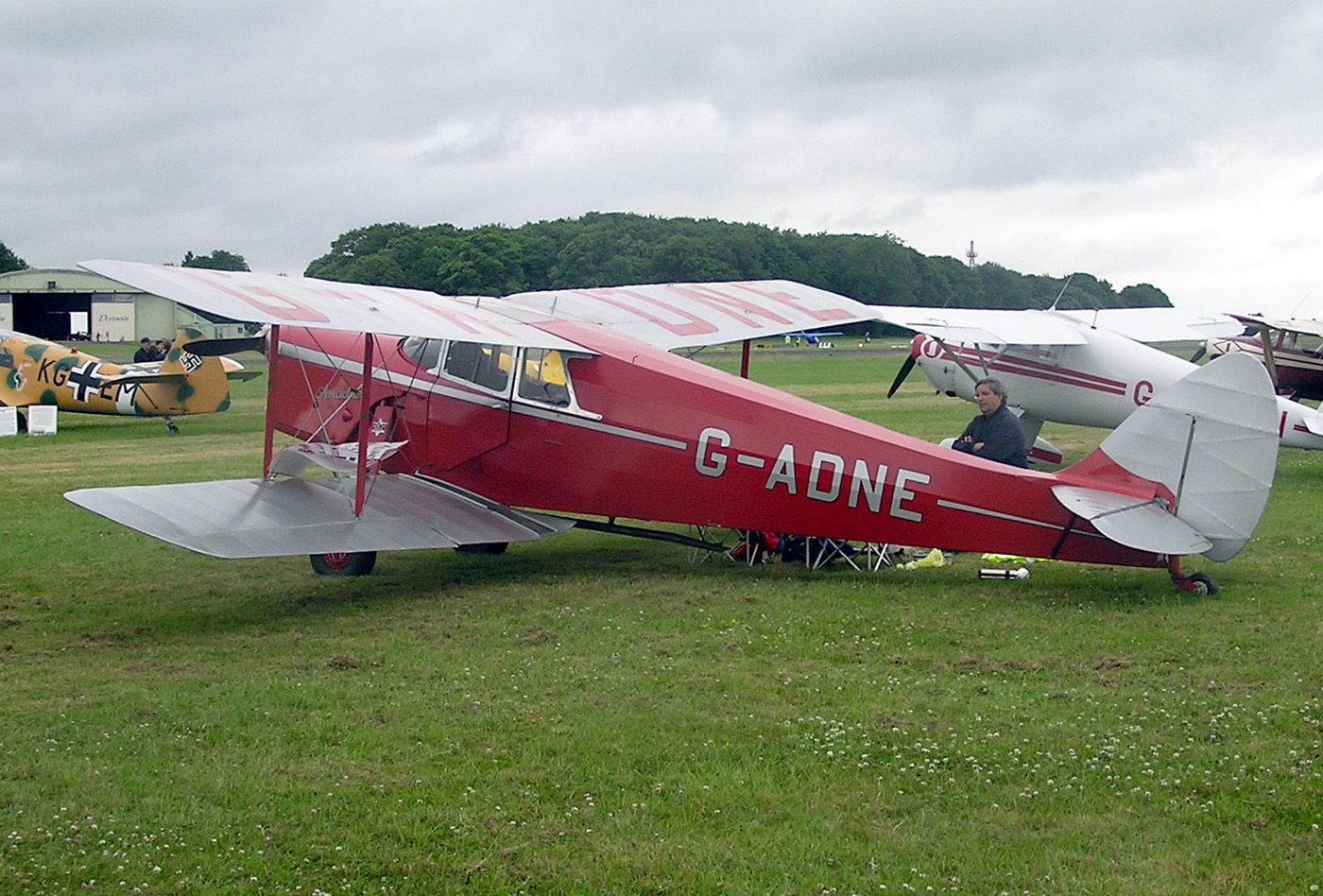
DH.87B Hornet Moth von 1936

- DH.87B als Wasserflugzeug, 4 Stück

Einschließlich des Prototyps wurden insgesamt 165 Maschinen gebaut.
Heute kann man eine DH.87B im De Havilland Aircraft Heritage Centre in London Colney in der Grafschaft Hertfordshire besichtigen. Eine weitere Maschine steht in Dänemark in der Dansk Veteranflysamling in Stauning. Die dänische Maschine ist noch flugtauglich.
Im Roman Mitternachtsfalken von Ken Follett spielt eine Hornet Moth, mit der die zwei Hauptfiguren aus dem von Deutschland im Zweiten Weltkrieg besetzten Dänemark nach England fliehen, eine wichtige Rolle.

## Militärische Nutzung
Kanada
- Royal Canadian Air Force

 Portugal
- Força Aérea Portuguesa

 Südafrikanische Union
- South African Air Force

 Vereinigtes Königreich
- Royal Air Force

## Technische Daten
| De Havilland Hornet Moth: |                                                                              |
| Kenngröße                 | Daten                                                                        |
| Länge                     | 7,6 m                                                                        |
| Flügelspannweite          | 9,8 m                                                                        |
| Tragflügelfläche          | 20 m²                                                                        |
| Höhe                      | 2,0 m                                                                        |
| Antrieb                   | 1 × 4-Zylinder-Reihenmotor de Havilland Gipsy Major mit 130 PS (luftgekühlt) |
| Höchstgeschwindigkeit     | 169 km/h                                                                     |
| Reichweite                | 1000 km                                                                      |
| Besatzung                 | zweisitzig                                                                   |
| Dienstgipfelhöhe          | 4.500 m                                                                      |
| Leergewicht               | 563 kg                                                                       |
| Fluggewicht               | 885 kg                                                                       |